# Gladsheimr
Gladsheimr of Gladsheim (vreugdeheim) is de verblijfshal van de Asen in Asgaard. Ze ligt op de vlakte of het veld van Ida (Iðavöllr). Daar regeert oppergod Odin met de twaalf andere hoofdgoden, die er net als hijzelf hun zitje hebben in het goddelijk thing (geding). De troon van Odin Hlidskjalf levert ongehinderd uitzicht over alle negen de werelden.
Volgens Grímnismál is ook de Valhöll, een hal van Odin voor gevallen krijgers, in Gladsheimr gelokaliseerd.
Snorri vermeldt in zijn Gylfaginning dat Gladsheimr een ontmoetingshal is met twaalf tronen waar de mannelijke Asen beraad hielden. Het bevond zich op het plein van Ida in Asgaard, dicht bij de Vingólfhal waar de Asinnen bijeen kwamen.